# Acromycter
Acromycter – rodzaj ryb promieniopłetwych z podrodziny Congrinae w obrębie rodziny kongerowatych (Congridae).

## Rozmieszczenie geograficzne
Do rodzaju należą gatunki występujące w wodach Oceanu Spokojnego i Oceanu Atlantyckiego.

## Morfologia
Długość ciała do 40 cm; brak danych dotyczących masa ciała.

## Systematyka
Rodzaj zdefiniowała w 1977 roku para amerykańskich ichtiologów, David G. Smith i Robert H. Kanazawa, w artykule poświęconym opisowi ośmiu nowych gatunków i nowemu rodzajowi kongerowatych z zachodniego północnego Oceanu Spokojnego z ponowną diagnozą Ariosoma analie, Hildebrandia guppyi i Rhechias vicinalis, opublikowanym w czasopiśmie Bulletin of Marine Science. Gatunkiem typowym jest (oryginalne oznaczenie) A. perturbator.

### Etymologia
Acromycter: gr. ακρος akros ‘najwyższy’, od ακη akē ‘punkt’; μυκτηρ muktēr, μυκτηρος muktēros ‘nozdrza’, od μυκτεριζω mukterizō ‘krzywić nos’.

### Podział systematyczny
Do rodzaju należą następujące gatunki:
- Acromycter alcocki (Gilbert & Cramer, 1897)
- Acromycter atlanticus Smith, 1989
- Acromycter longipectoralis Karmovskaya, 2004
- Acromycter nezumi (Asano, 1958)
- Acromycter perturbator (Parr, 1932)